# Płaczkowo (powiat gnieźnieński)
Płaczkowo – osada w Polsce, położona w województwie wielkopolskim, w powiecie gnieźnieńskim, w gminie Trzemeszno.
Wieś duchowna, własność opata kanoników regularnych w Trzemesznie pod koniec XVI wieku leżała w powiecie gnieźnieńskim województwa kaliskiego. W latach 1975–1998 miejscowość należała administracyjnie do województwa bydgoskiego.
Obecnie wieś liczy ponad 120 mieszkańców. We wsi znajduje się gospodarstwo rolne zatrudniające kilkadziesiąt osób.
Wieś należała do zakonu Benedyktów położonego w pobliskim Trzemesznie. Płaczkowo należy do nielicznych wsi położonych po jednej stronie szosy.